# Shahrestān-e Khondāb
Shahrestān-e Khondāb (persiska: شهرستان خنداب, خنداب) är en delprovins (shahrestan) i Iran.   Den ligger i provinsen Markazi, i den nordvästra delen av landet, 250 km sydväst om huvudstaden Teheran.
Delprovinsen hade 54 018 invånare 2016.